# Royal London Society for the Blind
Zum Niedersächsischen Regionalen Landesamt für Schule und Bildung (RLSB) s. Niedersächsische Landesschulbehörde.
Die Royal London Society for the Blind (RLSB) ist eine britische private Organisation und wurde im Jahr 1838 von Thomas Mark Lucas gegründet.

## Allgemeines
Lucas leistete Pionierarbeit auf dem Gebiet des Tastlesens und bewirkte die Einführung der heute international gültigen Form der Brailleschrift von Louis Braille in England. Zusätzlich zu den pädagogischen Aktivitäten eröffnete die RLSB die ersten Workshops, in denen blinden und sehbehinderten Menschen neue Trainings- und Arbeitsmöglichkeiten angeboten wurden.
Die RLSB war eine gemeinnützige Organisation, die blinden, sehbehinderten und mehrfachbehinderten Menschen jeden Alters professionelle und moderne Ausbildungsmöglichkeiten bietet und sich mit ihren Bedürfnissen und Ansprüchen identifiziert.

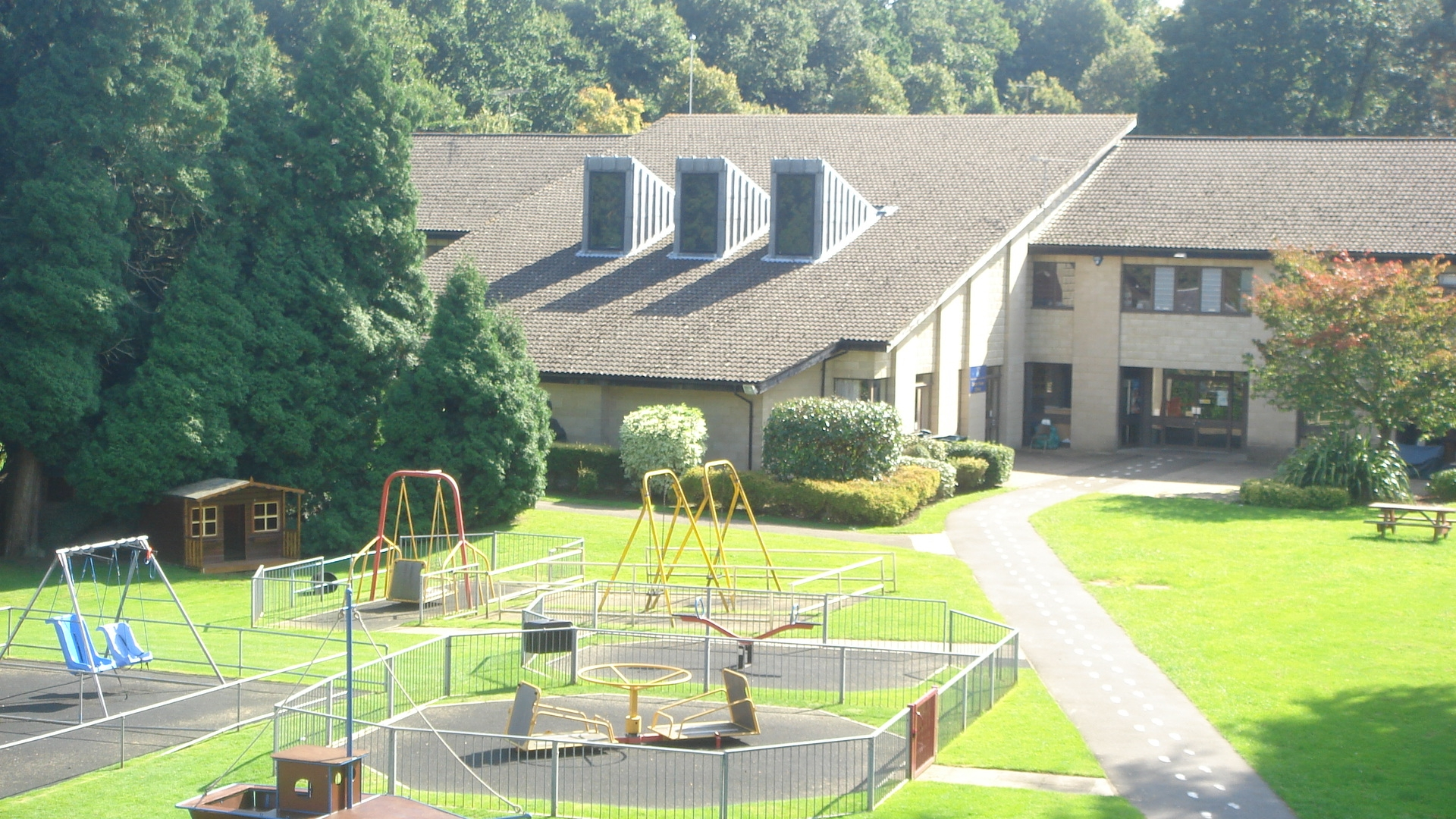
Dorton House School

Im Jahr 1997 verlegte die „Royal London Society for the Blind“ den Hauptsitz zu ihrem Schulcampus nach Dorton House in Seal in der Nähe von Sevenoaks, der bereits 1956 eröffnet wurde. Von hier aus bot die RLSB ein Service für die Familien von blinden und sehbehinderten Kindern an, es gab Kindergarten, Schule und College. Das Dorton House als Sitz und die Schule wurden im Jahr 2013 aufgegeben. Zum 1. Januar 2017 erfolgte die Fusion mit der Royal Soc. for Blind Children  (RSBC).
Die Stifterin dieser Organisation war die Duchess of Gloucester.
Das Hauptquartier befand sich auf dem Dorton Campus (London), wo die Organisation das Dorton College of Further Education, das Brian Johnston Centre (mit Kindergarten und Family Support Services) und die Dorton House School betrieb.

## Dienstleistungsbereiche
- Dorton College
Blinde und sehbehinderte Schüler konnten hier unter einer sehr großen Auswahl an Kursen wählen, da Partnerschaften mit drei örtlichen Colleges bestehen. Dies ermöglichte es sowohl am Dorton College, als auch an einer der Partnereinrichtungen Kurse zu belegen.
- Arbeitsvermittlung
Ein spezielles Beschäftigungsvorhaben wurde ins Leben gerufen, um die hohe Arbeitslosenquote unter blinden und sehbehinderten Menschen einzudämmen. Unterstützung bei der Job-Suche, günstige Kredite auf IT Ausrüstung für Arbeitgeber und anhaltende Aufklärungsprogramme sollten deutlich zu einer Mehrbeschäftigung beitragen.
- Industrielle Projekte
Die RLSB betrieb eine Maschinenbaufabrik im Norden Londons, wo blinde und sehbehinderte Menschen für eine Reihe von Großkunden arbeiteten. Des Weiteren wurden Fortbildungskurse in Ingenieurwissenschaft angeboten, um die zukünftigen Beschäftigungsaussichten der Arbeitnehmer weiter zu erhöhen.

## Auseinandersetzungen
Im Mai 2008 veröffentlichte die RLSB ein Schreiben, in dem die Freisetzung einiger Arbeitnehmer angekündigt wurde. Diese Maßnahme wurde von der Community, einer Britischen Gewerkschaft, mit der Begründung, dass nicht auf die Bedürfnisse der Arbeitnehmer geachtet wird, auf das Schärfste verurteilt.